# Шахтёрск

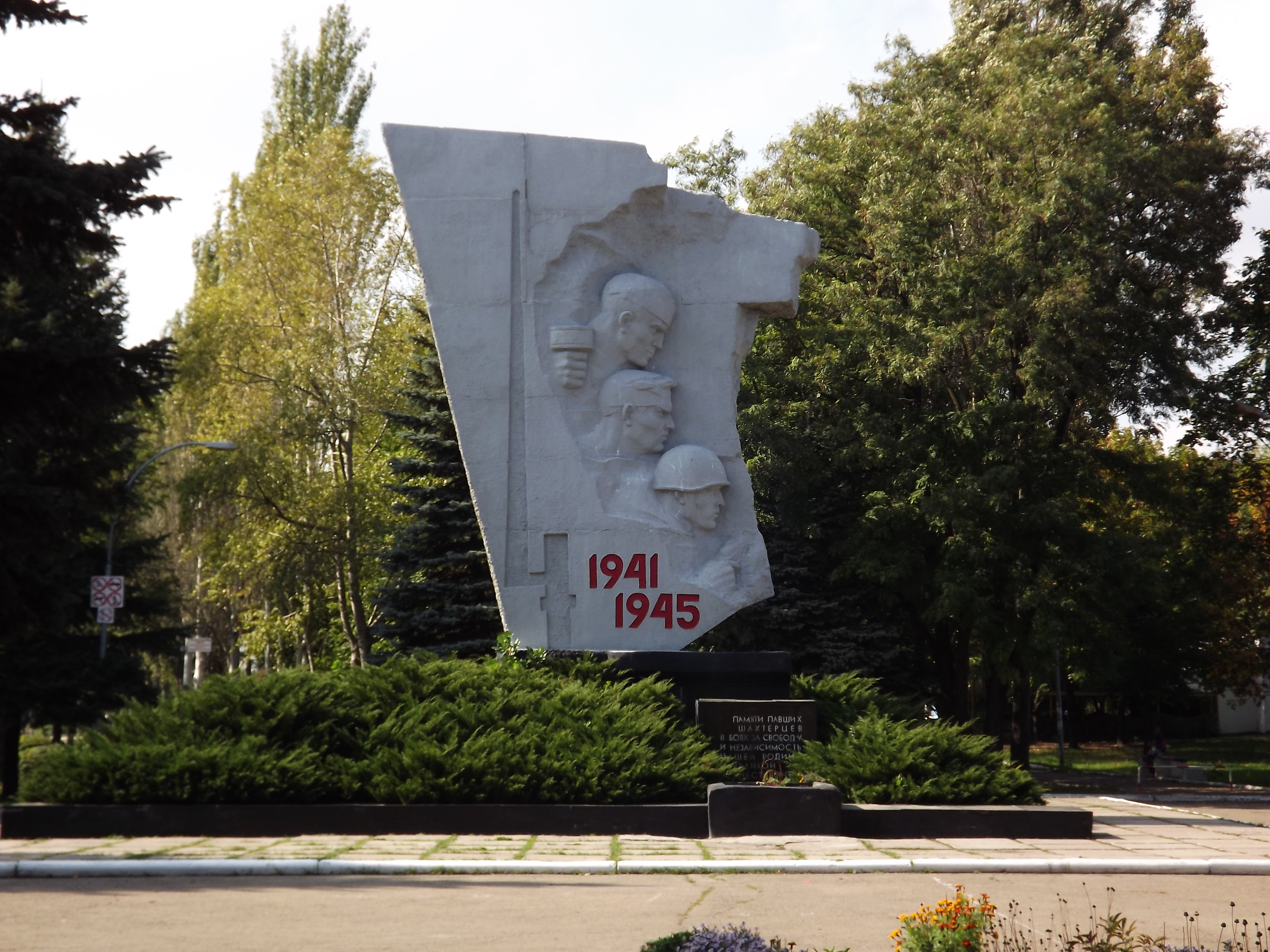
Памятник в Шахтёрске

Шахтёрск (укр. Шахта́рськ; в 1764—1953 годах — Алексе́ево-Орло́вка) — город в Горловском районе (ранее в Шахтёрском) Донецкой области Украины, административный центр Шахтёрской городской общины. С апреля 2014 года находился под контролем управляемой из России Донецкой Народной Республики. В настоящее время под российской оккупацией.

## История
Основан в 1764 году как слобода полковника, графа Алексея Орлова Алексеево-Орловка в Области Войска Донского, насчитывавшая в 1801 году 950 жителей.
В 1784 году рядом был основан посёлок Ольховское. Во второй половине XIX века активизировалась разработка залежей каменного угля, в 1865 году начали работу первые две шахты. Население слободы неуклонно возрастало, и к 1891 году здесь проживало 6795 жителей и 671 иногородних.
С 1900 года вблизи слободы начала работу шахта купца А. И. Катыка, вокруг которой к 1905 году сформировался посёлок Катык.
В декабре 1917 года здесь была установлена Советская власть.
Со временем мелкие шахты были объединены в «Давыдовское рудоуправление», которое с начала 1920-х годов были переданы на управление в Чистяковское рудоуправление (ныне — город Торез). В марте 1923 года — центр Алексеево-Орловского района, в самой Алексеево-Орловке насчитывалось 3752 человек. В октябре 1924 года район ликвидирован, посёлки и шахты переданы Чистяковскому району Юзовского округа губернии.
В 1926 году население Алексеево-Орловки составляло 4216 человек. В 1927—1928 годах построена ЦОФ, с 1930 года работает колхоз имени Чапаева. В 1940 году был создан трест «Зуевантрацит», состоящий из 16 шахт и шахтоуправления.
27 октября 1938 года статус посёлков городского типа получили пгт Алексеево-Орловка и пгт Ольховчик на территории современного Шахтёрска (в 1938 году — Чистяковского городского совета).
В 1945 году была построена железнодорожная ветка «Рассыпная-Контарная-2», позволившая увеличить добычу и отгрузку товарного угля.
9 мая 1946 года здесь началось издание местной газеты.
20 августа 1953 года посёлки Катыковского района Сталинской области: пгт Катык (бывший посёлок шахты № 18), посёлки Постниково, Северное, Шевченково, посёлки шахт № 12 (бывшая шахта «Ильик»), 13, 14, 15, 16 (бывшая шахта «Зимарёв»), 30, 31 объединены в город районного подчинения Шахтёрск, а Катыковский район переименован в Шахтёрский.
С 1956 года до конца 1980-х в Шахтёрске было сдано в эксплуатацию 11 новых шахт, за 9-ю пятилетку добыто 31,3 млн тонн угля.
30 декабря 1962 года в состав города Шахтёрск включены посёлки городского типа Алексеево-Орловка и пгт Ольховчик, и он получил статус города областного подчинения.
В 1985 году численность населения составляла 72 тыс. человек, здесь действовали десять угольных шахт, три обогатительные фабрики, ремонтно-механический завод, пивоваренный завод, швейно-трикотажная фабрика, комбинат бытового обслуживания, два техникума, педагогическое училище, четыре ПТУ, 23 общеобразовательные школы, две музыкальные школы, пять больниц, два санатория-профилактория, Дворец культуры, Дворец спорта, 21 библиотека, 13 клубов и кинотеатр.
В январе 1989 года численность населения составляла 73 854 человек, основой экономики в это время являлись добыча каменного угля и швейно-трикотажная фабрика.
В мае 1995 года Кабинет министров Украины утвердил решение о приватизации находившихся в городе АТП-11415, АТП-11463, двух обогатительных фабрик и ремонтно-механического завода, в июле 1995 года было утверждено решение о приватизации городского хлебокомбината и совхоза декоративных растений. В октябре 1995 года было утверждено решение о приватизации жилищно-коммунального управления ПО "Шахтёрскуголь".
В 1997 году два находившихся в городе ПТУ № 98 и ПТУ № 71 объединили в ПТУ № 98, а Шахтёрский торговый техникум стал филиалом Донецкого государственного коммерческого института.
15 апреля 2014 года, в ходе протестов на Юго-Востоке Украины, оказался под контролем самопровозглашённой Донецкой Народной Республики. В этот же день, 15 апреля 2014 года, мэр города Александр Наумович, сменил флаг Украины на флаг ДНР на здании городской администрации и вышел к людям с обращением: «Я уважаю мнение народа, поэтому в городском совете выделен кабинет, в котором располагаются представители ДНР и все желающие могут обратиться с интересующими вопросами туда». 27 июля украинские силовики попытались вернуть город, намереваясь отрезать сообщение ДНР с ЛНР и Россией 31 июля 25-я бригада украинской воинской части А1126 попала под обстрел артиллерии вооружённых формирований ДНР. В результате, по данным украинских СМИ, 10 десантников погибли, 13 получили ранения и 11 пропали без вести. В самом городе пострадали центр города, мкр. Восточный, район шахты 12 и п. Горное. Частичные повреждения в районе шахты 30, мкр. «Журавлёвка» и мкр. 7. От попадания снарядов полностью сгорело здание ГП «Шахтерскантрацит» и непригодно для эксплуатации; жилой дом, расположенный по адресу ул. Ленина, 10 получил значительные повреждения, ведутся восстановительные работы; почтовое отделение в районе дома по адресу ул. Ленина, 18 серьёзно повреждено и не эксплуатируется. Частично был повреждён спорткомплекс «Олимп», Педагогическое училище, Шахтёрская гимназия, дом по адресу ул. Ленина, 20, а также самое высокое здание в городе, жилой дом, по адресу Восточный микрорайон, 1. Некоторые снаряды до сих пор[уточнить] находятся глубоко под землёй во дворах жилых районов.
С сентября 2014 года линия фронта отодвинулась от города. Начался активный процесс восстановления разрушенных объектов, который и происходит в данный момент.

## География
Город расположен на реке под названием Ольховая (исток в восточных окрестностях), одном из левых притоков Крынки (бассейн Миуса). К западу от города на реке Ольховой расположено Ольховское водохранилище.
Соседние населённые пункты по сторонам света
С: Красный Луч, Контарное, Стожково, Стожковское, Балочное, Московское, Винницкое, Виктория, Заречное, Кищенко, Чумаки, Дорофеенко
СЗ: Ольховка, город Кировское
СВ: Ровное
З: Лобановка, Зуевка (ниже по течению Ольховой)
В: город Торез (примыкает), Горное
ЮЗ: Сердитое, Садовое, Зачатовка, Цупки, город Зугрэс
ЮВ: Терновое, Большая Шишовка
Ю: Молодецкое (примыкает), Зарощенское, Дубовое

### Административно-территориальное деление
Населённые пункты, подчинённые Шахтёрскому городскому совету:
- Пгт Контарное — 2013 чел.
- Пгт Московское — 925 чел.
- Пгт Сердитое — 1994 чел.
- Пгт Стожковское — 4653 чел.
- Посёлки: Виктория, Винницкое, Горное, Дорофеенко, Дубовое, Заречное, Кищенко, Лобановка, Чумаки. До 14 августа 2009 г. в состав горсовета входил также п. Буруцкого, ныне снятый с учёта.

Микрорайоны и части города
- Микрорайон № 7
- Микрорайон № 8 («Журавлёвка»)
- Микрорайон № 9 («Восточный»)
- Посёлок «Ольховчик»
- Посёлок «Алексеево-Орловка»
- Посёлок Давыдовка
- Посёлок шахты № 12
- Посёлок шахты № 15
- Посёлок шахты им. 17-го съезда КПСС
- Посёлок шахты № 20
- Посёлок шахты № 30
- Посёлок шахты № 31
- Посёлок шахты № 1-6
- Посёлок шахты № 2-2бис
- Новостройка
- Посёлок шахты им. 1-го Мая (Майка)
- Тюльпан
- Кабачки
- Квартал
- Верхние Хрущи
- Нижние Хрущи

## Население
Население города на 1 января 2019 года — 48 759 человек.
Количество города (на начало года):
| Год  | Количество жителей |
| ---- | ------------------ |
| 1801 | 1189               |
| 1873 | 4011               |
| 1897 | 4982               |
| 1923 | 6349               |
| 1927 | 9704               |
| 1939 | 29339              |
| 1940 | 9769               |
| 1948 | 30411              |
| 1959 | 65834              |
| 1964 | 70000              |
| 1970 | 65389              |
| 1979 | 69952              |
| 1987 | 73000              |
| 1989 | 73854              |
| 1992 | 73000              |
| 1994 | 72600              |
| 1998 | 67300              |
| 2002 | 59589              |
| 2003 | 57997              |
| 2004 | 56916              |
| 2005 | 55930              |
| 2006 | 55043              |
| 2007 | 54152              |
| 2008 | 53413              |
| 2009 | 52744              |
| 2010 | 52112              |
| 2011 | 51593              |
| 2012 | 51161              |
| 2013 | 51007              |
| 2014 | 50468              |
| 2015 | 49674              |
| 2017 | 49482              |

Национальный состав города, по данным переписи населения 2001 года:
| N | Национальность | Количество | Уд. вес (%) |
| - | -------------- | ---------- | ----------- |
| 1 | Украинцы       | 41951      | 57,70       |
| 2 | Русские        | 27412      | 37,70       |
| 3 | Белорусы       | 1080       | 1,49        |
| 4 | Татары         | 689        | 0,95        |
| 5 | Молдаване      | 189        | 0,26        |
|   | Всего          | 72711      | 100,00      |

### Языковой состав
Родной язык населения по данным переписи 2001 года:
| Язык       | Численность, чел. | Доля     |
| ---------- | ----------------- | -------- |
| Украинский | 13 494            | 22,35 %  |
| Русский    | 46 146            | 76,44 %  |
| Другое     | 728               | 1,21 %   |
| Итого      | 60 368            | 100,00 % |

## Транспорт
Железнодорожная станция Постниково Донецкой железной дороги.
Городские автобусные маршруты:, Городские рейсы:
- 1 «Пост ГАИ — Тубдиспансер»
- 2 «Пост ГАИ — п. Алексеево-Орловка»
- 3 «мкр. Восточный — Пост ГАИ — ШТФ — ШСУ-5 — Депо — Автовокзал — Пост ГАИ (кольцевой)»
- 4 «Автовокзал — пл. Кирова — шахта № 12»
- 5 «мкр. Восточный — п. Виктория»
- 6 «Пост ГАИ — п. Ольховчик»
- 8 «Автовокзал — Шахта № 20»
- 9 «Пост ГАИ — п. Давыдовка»
- 10 «Пост ГАИ — п. Тюльпан»
- 12 «Пост ГАИ — Магазин № 35 — ул. Октябрьская»
- 15 «Пост ГАИ — ул. Мира»
- 21 «Автовокзал — г. Торез»
- 27 «Автовокзал — пгт Стожковское»
- 28 «Автовокзал — пгт Сердитое»
- 31 «Пост ГАИ — Автовокзал — пгт Сердитое»
- 35 "Автовокзал — пгт Московское;
- 41 «Автовокзал — г Кировское»
- б/н «мкр. Восточный — ЦГБ»

## Экономика
Добыча каменного угля (ГП «Шахтёрскантрацит»). Угольные пласты шахт города газоносные и шахты относятся к сверхкатегорийным «Опасные по внезапным выбросам». На некоторых угледобывающих предприятиях метан из пробурённых скважин с помощью вакуумных насосных станций по трубам отводится на поверхность и используется как топливо в котельных. На шахте имени 1 Мая построена в 1999 году электростанция, работающая на метане. Она использует 12—14 % выделяющегося в шахте газа. Более 50 % занятых в народном хозяйстве трудятся в промышленности.
Лидерами промышленного развития города являются хлебозавод и швейно-трикотажная фабрика (действует частично).
- ГП «Шахтёрскантрацит» (в декабре 2016 года включено в состав ГП «Торезантрацит»)
- ЦОФ «Шахтёрская» (ул. Кирова)
- ПАО ПТУ «Шахтёрскгрузтранс» (ул. Кирова)
- шахтоуправление имени 17-го Партсъезда (ул. Радищева)

## Социальная сфера
В городе функционирует 27 общеобразовательных учреждения, 31 дошкольное образовательное учреждение, 3 ПТУ, гимназия, техникумы, лицеи, 5 больниц, Шахтёрское городское культурно-досуговое объединение, 17 библиотек, 8 домов культуры и клубов.
Также в городе функционируют специализированные ДЮСШ, которые готовят борцов, гимнастов, каратистов, футболистов, пловцов.
Некоторые объекты социальной сферы:
- Шахтёрский техникум Донецкого государственного университета экономики и торговли им. Туган-Барановского
- Шахтёрский техникум кино и телевидения им. А .А. Ханжонкова
- Шахтёрский профессиональный лицей сферы услуг (ул. Ленина, 2)
- Шахтёрский педагогический колледж (ул. Ленина, 1а)
- Горный лицей (микрорайон 7)
- Шахтёрская гимназия (микрорайон «Журавлёвка»)
- Центральная библиотечная система (микрорайон «Журавлёвка»)
- Дом детского и юношеского творчества (ул. Суворова)
- Шахтёрское городское культурно-досуговое объединение (пл. Театральная)
- Гражданский комитет «Алексеево-Орловка» (ул. Партизанская)
- Клуб имени Пушкина (ул. Шоссейная)
- Клуб «Маяк» (пгт Стожковское, ул. Маяковского)
- Шахтёрская ЦГБ (ул. Кирова)
- Клуб «Шахтоуглесервис» (ул. Косиора)
- Клуб имени Горького (ул. Ленинградская)
- Парк культуры и отдыха «Юбилейный»
- Народный музей истории баяна имени Владимира Барелюка (ул. Крупской, 7а)[46]
- Коммунальный физкультурно-спортивный комплекс «Олимп» (ул. Крупской)
- Шахтёрский противотуберкулёзный диспансер.
- Школа № 19

## Награды
- Медаль «За оборону Шахтёрска» (ДНР, 6 ноября 2015 года) — за мужество, стойкость и массовый героизм, проявленные жителями при обороне города в июле 2014 года[47][48].

## Топографические карты
- Лист карты M-37-138 Красный Луч. Масштаб: 1 : 100 000. Состояние местности на 1982 год. Издание 1985 г.